# Ветеринарне
Ветеринарне — селище в Україні, у Дергачівській міській громаді Харківського району Харківської області. Населення становить 589 осіб. До 2020 орган місцевого самоврядування — Козачолопанська селищна рада.

## Географія
Селище Ветеринарне знаходиться за 4 км від річки Лопань (правий берег), примикає до кордону з Росією, за 4,5 км розташоване село Гранів і залізнична платформа 737 км, за 6 км — смт Козача Лопань. По селищу протікає пересихаючий струмок з загатами, селище оточене невеликими лісовими масивами.

## Відомості про Ветеринарне
На території сел. Ветеринарне знаходився учгосп Харківської зоо-ветеринарної академії, спецгосп МінСільгоспу УРСР з вирощування норки. Спецгосп був чи не єдиним сільгосппідприємством Харківщини, що мав валютні рахунки у Зовніштргбанку СРСР.
В селищі є загальноосвітня школа, яка називається «Ювілейна». Таку назву вона носить, бо була побудована у 1982 році — у рік 65-ї річниці Жовтневої революції.
У селищі побудовані житлові багатоквартирні багатоповерхові будинки (6 — чотириповерхових, 3 — двоповерхових) з централізованою системою водо-, газо-, тепло- постачання та водовідводу.
Селище розташоване впритул до українсько-російського кордону.
Мешканці селища та в окрузі Ветеринарне називають «Агроном», «спєцхоз» та «учхоз».
Транспортне сполучення селище має лише з смт. Казача Лопань.

## Історія
12 червня 2020 року, розпорядженням Кабінету Міністрів України № 725-р «Про визначення адміністративних центрів та затвердження територій територіальних громад Харківської області», увійшло до складу Дергачівської міської громади.
19 липня 2020 року, в результаті адміністративно-територіальної реформи та ліквідації Дергачівського району, селище міського типу увійшло до складу Харківського району.
22 січня 2023 року внаслідок обстрілу села поранена людина
7 лютого 2023 року окупанти обстріляли село